# 前払式証票の規制等に関する法律
前払式証票の規制等に関する法律（まえばらいしきしようひょうのきせいとうにかんするほうりつ、平成元年12月22日法律第92号）は、商品券やプリペイドカードなどの金券に関する、かつて存在した日本の法律である。
乗車券や入場券は対象外であった。
1932年（昭和7年）に商品券取締法（昭和7年9月7日法律第28号）として制定され、1989年（平成元年）に全部改正されて改題された。2010年（平成22年）4月1日、資金決済に関する法律の施行に伴い廃止された。

## 構成
- 第一章 総則
- 第二章 自家発行型前払式証票の発行の届出等
- 第三章 第三者型発行者の登録
- 第四章 表示事項及び発行保証金の供託等
- 第五章 監督
- 第六章 前払式証票発行協会
- 第七章 雑則
- 第八章 罰則
- 附則